# Georg Carl von Bandel
Georg Carl Friedrich Bandel, ab 1813 Ritter von Bandel (* 10. Oktober 1746 in Stettin, Vorpommern; † 18. Juli 1818 in Nürnberg) war ein preußischer Regierungsdirektor und Präsident des Appellationsgerichts im bayerischen Ansbach.

## Familie
Bandel wurde als einziger Sohn des Hof- und Regierungsrats Johann Balthasar Bandel (1701–1776) und dessen Frau Luise Dorothee Henriette, geborene Ruel (1724–1788), in Stettin geboren. 1797 heiratete er Rosina Babette Johanna Schultheiß (* 1. April 1782 in Ansbach; † 1838), die Tochter eines ehemaligen markgräflichen Hausbediensteten bzw. Nachfahrin des Nürnberger Bildhauers Georg Schultheiß († 1601; verheiratet mit Anna, geb. Grimmin) sowie deren Sohn Hieronymus Schultheis (* 19. Dezember 1600; † 17. Februar 1669), Diaconus und ab 1668 Schaffner (= ältester Diakon einer Hauptkirche) zu St. Sebald in Nürnberg.
Das Paar hatte vier Kinder: Johann Karl Friedrich (* 16. März 1798), Joseph Ernst (1800–1876, Architekt, Bildhauer und Maler, Erbauer des Hermannsdenkmals), Fritz (* 1802) und Wilhelmina Karolina Luise Henrietta (* 16. Februar 1808).

## Beruf
Im Arnoldschen Prozess wurde Bandel als einer der jüngsten Räte mit allen Richtern des Kammergerichts, des Landgerichts Cüstrin und des Patrimonialgerichts durch König Friedrich II. im Januar 1780 verhaftet und eingesperrt. Friedrich selbst verurteilte die Richter zu einem Jahr Haft in der Zitadelle Spandau und sprach dem Kläger Schadensersatz zu. Die betroffenen Richter wurden nach zwei Dritteln der verbüßten Haftstrafe am 5. September 1780 vom König begnadigt.
Nachdem die bis dahin eigenständigen Territorien des Fürstentums Ansbach und des Fürstentums Bayreuth am 2. Dezember 1791 durch die Krone Preußens vom kinderlosen Markgrafen Friedrich Carl übernommen worden waren, existierten sie staatsrechtlich formal eigenständig weiter und wurden zentral von einer preußischen Provinzverwaltung unter Karl August von Hardenberg mit Sitz in Ansbach verwaltet. Bandel kam als Regierungsdirektor in diese Provinzverwaltung und wurde später Präsident des Appellationsgerichts.

## Auszeichnungen
Am 31. Mai 1813 erhielt Bandel durch König Maximilian I. Josef den Zivilverdienstorden. Nur wenige Tage später, am 18. Juni, erhielt Bandel den Adelsbrief (Adelsdiplom), mit dem er „für seine Person in die Ritterklasse und mit vorbehaltener Transmission auf einen ehelichen oder adoptierten Sohn in die Adelsklasse“ einverleibt wurde.

## Werke
- Gutachten über eine schickliche Vereinigung der baierischen und Preußischen Prozeß-Ordnungen, Verlag Friedrich Campe, Nürnberg, 1809[9]